# Cultura histórica
Cultura histórica é um conceito relativamente novo que abrange "tanto a cultura material e imaterial quanto as articulações acadêmicas e populares" da história. É considerado cultura histórica: produções historiográficas, memorialísticas — individuais e coletivas —, a cultura histórica escolar, bem como produções artísticas, políticas, ensaísticas e científicas.
Segundo o historiador Luis Fernando Cerri, a cultura histórica refere-se a atos ou objetos de cultura em que a perspectiva do tempo e sua interpretação são tematizados e recebem sentido e significado, geralmente a partir de uma narrativa, mas também concentrados em símbolos ou decisões.

## Conceito
O estudo da cultura histórica investiga a produção da experiência histórica na sociedade e como as comunidades formam sua visão sobre o passado. A cultura histórica não trata apenas da  historiografia e a literatura histórica formal, mas também as diferentes narrativas sobre história nas sociedades: filmes, documentários, series, na cultura oral, na arte, nos discursos políticos, entre outros tantos.

## História
A reflexão teórica acerca do conceito de "cultura histórica" começou a partir do final da década de 1980, através do trabalho de autores como Jörn Rüsen. A ideia de cultura histórica se refere ao campo em que os potenciais de racionalidade do pensamento histórico atuam na vida prática. Sendo assim, ela executa a função antropológica fundamental de orientar as práticas individuais/sociais no presente.
No século XXI, passou a se tornar um campo de pesquisa mais amplo, com cursos de graduação e pós-graduação e institutos de pesquisa dedicados ao estudo da cultura histórica. O estudo da memória e da cultura histórica se tornaram mais interdisciplinares, com pesquisas por parte não apenas de historiadores, mas filósofos, teóricos da literatura, sociólogos e antropólogos.

### Artigos Científicos
- Alves, Fabricio Gomes (2009). «Entre a Cultura Histórica e a Cultura Historiográfica: implicações, problemas e desafios para a historiografia». Edos. 2 (5): 1-16

- Schmidt, Maria Auxiliadora Moreira dos Santos (2014). «Cultura Histórica e Aprendizagem Histórica». Nupem. 6 (10): 1-20

### Páginas da web
- Marcos, Fernando Sánchez (2010). «Historical Culture». Culturahistorica.es. Consultado em 13 de fevereiro de 2019. Cópia arquivada em 31 de julho de 2018